# 新华镇 (富宁县)
新华镇，是中华人民共和国云南省文山壮族苗族自治州富宁县下辖的一个乡镇级行政单位。

## 行政区划
新华镇下辖以下地区：
团结社区、文华社区、新兴社区、那平村、坡地村、格当村、岩纳村、坡油村、各甫村、腊拱村、力追村和那农村。